# 休齊克
47°42′50″N 31°9′0″E / 47.71389°N 31.15000°E
休齊克（烏克蘭語：Щуцьке），是烏克蘭南部的村莊，隸屬尼古拉耶夫州的沃茲涅先斯克區。該村面積0.613平方公里，海拔高度29米，2001年該城鎮人口81。